# Johnny Heitinga
John Gijsbert Alan Heitinga (* 15. listopadu 1983 Alphen aan den Rijn) je bývalý nizozemský profesionální fotbalista, který hrával na pozici pravého nebo středního obráncem a fotbalový trenér, který je od léta 2023 asistentem trenéra Davida Moyese ve West Hamu United. Svou hráčskou kariéru ukončil v nizozemském klubu AFC Ajax v roce 2016. Mezi lety 2004 a 2013 odehrál také 87 utkání v dresu nizozemské reprezentace, v nichž vstřelil 7 branek. Heitinga reprezentoval svou zemi na dvou mistrovstvích světa (2006 a 2010) a třech mistrovstvích Evropy (2004, 2008 a 2012).
V roce 2008 získal ocenění nizozemský fotbalista roku.

## Klubová kariéra

### Ajax
Je jedním z objevů tradiční líhně talentů Ajaxu. 26. srpna 2001 si poprvé zahrál za A-tým Ajaxu Amsterdam, a to v zápase proti Feyenoordu Rotterdam. Pod trenéry Co Adriaansem a Ronaldem Koemanem získal stabilní místo v základní sestavě. Pak ho ale postihlo vážné zranění kolena, které ho vyřadilo ze hry na šest měsíců. Po návratu stačil odehrát jediný zápas a kvůli dalšímu vážnému zranění opět nemohl hrát. Druhý Heitingův comeback se odehrál v sezóně 2003/04 v zápase proti FC Volendam. Poté Heitinga nastupoval jako střední obránce až do konce sezóny a se svým klubem získal i mistrovský titul.
V sezóně 2004/05 jeho forma trpěla výpadky. Nejprve ztratil místo v základní sestavě, ale udržel si místo v reprezentačním týmu. Po výměně trenéra Ajaxu získal se v klubu dokonce stal kapitánem. O tu však brzy přišel a několik měsíců strávil na lavičce náhradníků. Již uvažoval o odchodu z Ajaxu Amsterdam, když se před koncem roku 2005 opět vrátil do základní sestavy týmu. Přesto jeho forma nebyla ideální a v sezóně 2005/06 se málokdy dostal do základní sestavy a působil především jako náhradník Zdeňka Grygery. Když už to vypadalo, že se Heitinga vrací do formy, kterou měl v roce 2004, postihlo jej další zranění, tentokrát si v zápase s Interem Milán narazil ledvinu. Podle vlastních slov musel tři týdny jen ležet a nehýbat se. Do tréninku se zapojil až v polovině dubna – tedy po dvou měsících nuceného odpočinku. Bylo proto překvapením, když ho někdejší trenér Danny Blind začal stavět. 
Přesto Heitinga všechny překvapil a ohromil svou formou natolik, že jej reprezentační trenér Marco van Basten povolal do reprezentace na Mistrovství světa 2006.

### Everton
Po ročním angažmá ve španělském Atléticu Madrid podepsal v roce 2009 smlouvu s Evertonem.

### Fulham
Dne 31. ledna 2014 (poslední den zimního přestupního termínu v západní Evropě) přestoupil z Evertonu do Fulham FC. Po sezoně 2013/14 ve Fulhamu, který vypadl z Premier League, skončil (s bilancí 14 ligových zápasů a 1 vstřelený gól).

### Hertha BSC
V červnu 2014 podepsal dvouletou smlouvu s německým týmem Hertha Berlín.

### AFC Ajax
V červnu 2015 se dohodl na roční smlouvě s opcí s AFC Ajax, kde začínal svou profesionální kariéru. V závěru ledna 2016 se rozhodl ukončit kariéru.

## Reprezentační kariéra
Jeho výkony v Ajaxu neušly pozornosti trenéra nizozemské reprezentace, a po působení v juniorských celcích debutoval 18. února 2004 v Amsterdamu v nizozemském A-týmu v přátelském zápase, v němž Nizozemsko porazilo USA 1:0. Byl vybrán i do týmu pro EURO 2004, kde odehrál tři z pěti zápasů, které sehrál nizozemský tým.
Pro červnové Mistrovství světa 2014 v Brazílii se nevešel na 23člennou soupisku Nizozemska.
Mistrovství Evropy 2012 v Polsku a na Ukrajině se Nizozemsku vůbec nezdařilo. Ačkoli bylo po suvérénní kvalifikaci považováno za jednoho z největších favoritů, prohrálo v základní skupině B všechny tři zápasy (v tzv. „skupině smrti“ postupně 0:1 s Dánskem, 1:2 s Německem a 1:2 s Portugalskem) a skončilo na posledním místě. Heitinga odehrál zápasy s Dánskem a Německem.
Za nizozemský národní tým odehrál v letech 2004–2013 celkem 87 zápasů a vstřelil 7 branek.

## Trenérská kariéra
Heitinga po konci své profesionální kariéry vedl mládežnické týmy Ajaxu Amsterdam. Poté, co v lednu 2023 skončil na lavičce A-týmu skončil Alfred Schreuder, se Heitinga stal dočasným trenérem, podepsal kontrakt do konce probíhajícího ligového ročníku. Nizozemský velkoklub skončil v lize v sezóně až na třetím místem, takže si místo Ligy mistrů zajistil pouze předkolo Evropské ligy. Kromě toho nezvládl ani finále domácího poháru, v němž stejně jako před rokem podlehl PSV Eindhoven. Heitingovi nebyla prodloužena smlouva a po necelém půlroce ve funkci trenéra Ajaxu skončil.
V září 2023 se stal totiž asistentem manažera Davida Moyese ve West Hamu.